# Hermann von Spaun
Hermann Freiherr von Spaun (ur. 9 maja 1833 w Wiedniu, zm. 28 maja 1919 w Gorycji) – admirał Kaiserliche und Königliche Kriegsmarine. Był dowódcą Austro-Węgierskiej Marynarki Wojennej od grudnia 1897 roku do października 1904 roku.

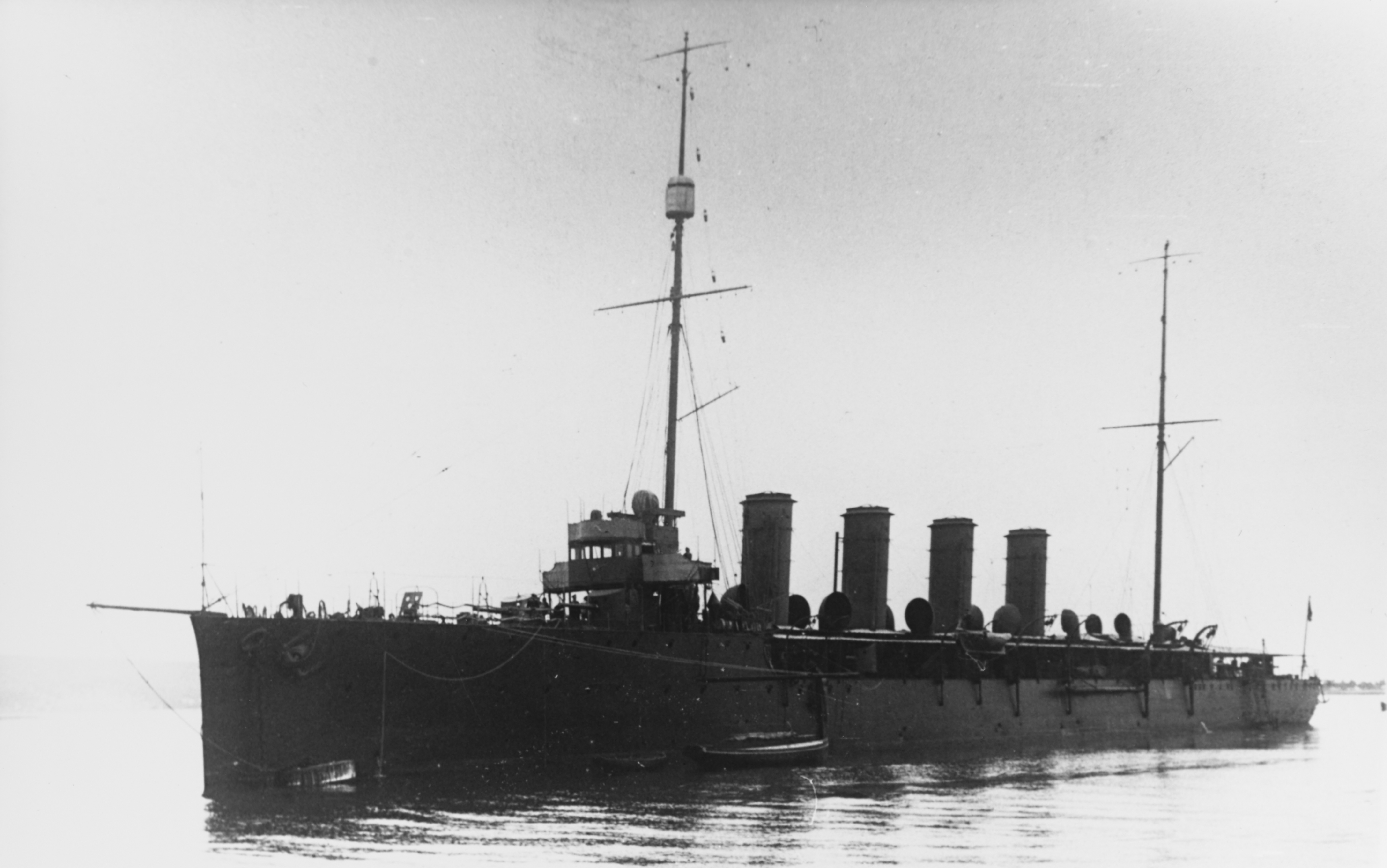
Krążownik SMS „Admiral Spaun”

## Życiorys
Von Spaun urodził się 9 maja 1833 roku w Wiedniu, stolicy Cesarstwa Austriackiego jako syn Josepha von Spauna i Franziski Roner Edle von Ehrenwert. W 1850 roku wstąpił do Cesarsko-Królewskiej Marynarki Wojennej. W 1856 roku awansował na stopień porucznika marynarki (niem. Linienschiff-fähnrich). W trakcie wojny dyńskiej w 1864 roku służył na fregacie pancernej SMS „Don Juan d’Austria”, jednak nie brał bezpośredniego udziału w walkach. W 1866 roku, w trakcie wojny prusko-austriackiej, uczestniczył w bitwie pod Lissą na fregacie SMS „Erzherzog Ferdinand Max”, pod rozkazami kmdr. Maximiliana von Sternecka. Awansowany na komandora podporucznika (niem. Korvettenkapitän) w 1869 roku. W latach 1873-1879, w stopniu komandora porucznika (niem. Fregattenkapitän), pełnił funkcję attaché morskiego w ambasadzie Austro-Węgier w Londynie. Po powrocie z Wielkiej Brytanii został nauczycielem arcyksięcia Karola Stefana Habsburga, z którym uczestniczył w rejsie do Ameryki Południowej. W 1886 roku awansowany do stopnia kontradmirała (niem. Kontreadmiral), pisując wówczas stanowisko szefa komitetu Technicznego Marynarki Wojennej. 28 kwietnia 1893 roku von Spaun poślubił Emmę Lobmeyr w Trieście. W 1897 roku, w stopniu wiceadmirała (niem. Vizeadmiral), objął dowództwo nad Kaiserliche und Königliche Kriegsmarine oraz został szefem Departamentu Marynarki w Ministerstwie Wojny. Opowiadał się większym zaangażownaiem austro-węgierskiej floty w sprawy międzynarodowe, w związku z czym jednostki Kriegsmarine uczestniczyły w obserwacji działań morskich podczas wojny amerykańsko-hiszpańskiej oraz w tłumieniu powstania bokserów w Chinach. W 1899 roku postulował utworzenie osobnego Ministerstwa Marynarki Wojennej, jednak zdecydowany sprzeciw cesarza Franciszka Józefa uniemożliwił mu realizację tego pomysłu. W tym samym roku, 26 kwietnia, został awansowany na stopień admirała. W wyniku sporu z ministrem wojny Heinrichem von Pitreichem o budżet marynarki zdecydował się przejść w stan spoczynku w 1904 roku.   

## Upamiętnienie
Krążownik SMS „Admiral Spaun” został nazwany na cześć admirała.

## Odznaczenia
Odznaczenia adm. von Spauna to między innymi:
- Krzyż Wielki Orderu Leopolda
- Kawaler Orderu Korony Żelaznej I kl.
- Kawaler Orderu Korony Żelaznej III kl. z dekoracją wojenną
- Brązowy Medal Zasługi Wojskowej na czerwonej wstędze
- Medal Wojenny
- Medal Pamiątkowy Kampanii przeciwko Danii 1864
- Medal Jubileuszowy Pamiątkowy dla Sił Zbrojnych i Żandarmerii
- Odznaka za Służbę Wojskową I kl.
- Order Orła Białego (Imperium Rosyjskie)
- Order Orła Czerwonego I kl. (Prusy)
- Order Lwa i Słońca I kl. (Persja)
- Wielka Wstęga Orderu Wschodzącego Słońca (Japonia)
- Wielka Wstęga Orderu Sławy (Tunezja)
- Wielki Oficer Orderu Świętych Maurycego i Łazarza (Królestwo Włoch)
- Wielki Oficer Orderu Daniły I (Czarnogóra)
- Komandor Orderu Chrystusa z gwiazdą (Portugalia)
- Komandor Orderu Medżydów (Imperium Osmańskie)
- Krzyż Komandorski Orderu Izabeli Katolickiej (Hiszpania)
- Komandor Orderu Zbawiciela (Grecja)
- Oficer Orderu Guadalupe (Meksyk)